# Département de Maipú (Mendoza)
Pour les articles homonymes, voir Maipú.
Le département de Maipú est une des 18 subdivisions de la province de Mendoza, en Argentine. Son chef-lieu est la ville de Maipú.
Le département a une superficie de 617 km2. Il comptait 153 600 habitants en 2001.
Ce département fut créé en 1858 et nommé d'après la Bataille de Maipú de 1818, qui eut lieu durant la guerre d'indépendance d'Amérique du Sud.

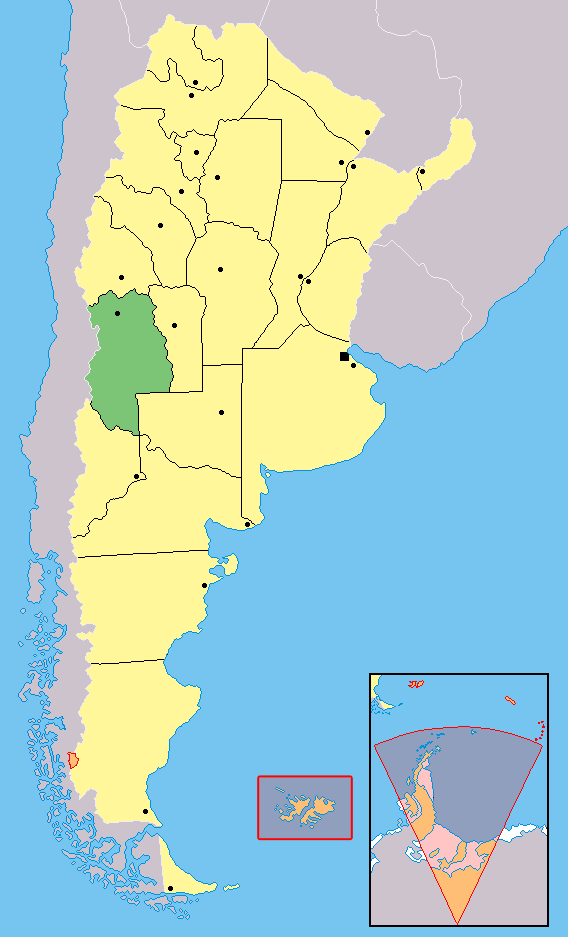
Localisation de la province de Mendoza en Argentine

## Villes et localités
- Coquimbito
- Cruz de Piedra
- General Gutiérrez
- Luzuriaga
- Maipú, chef-lieu
- San Francisco del Monte